# مارکو بلیچ
مارکو بلیچ (انگلیسی: Marco Bellich؛ زادهٔ ۵ مهٔ ۱۹۹۹) بازیکن فوتبال اهل ایتالیا است.